# Équipe du Lesotho féminine de football
Cet article traite de l'équipe féminine. Pour l'équipe masculine, voir Équipe du Lesotho de football.
Maillots
L'équipe du Lesotho féminine de football est l'équipe nationale qui représente le Lesotho dans les compétitions internationales de football féminin. Elle est gérée par la Fédération du Lesotho de football. 
Son premier match officiel a lieu en 1998. La sélection n'a jamais participé à une phase finale de compétition majeure, à savoir un Championnat d'Afrique, une Coupe du monde ou des Jeux olympiques.

## Classement FIFA
| Année              | 2006 | 2007 | 2008 | 2009 | 2010 | 2011 | 2012 | 2013 | 2014 | 2015 | 2016 | 2017 | 2018 |
| ------------------ | ---- | ---- | ---- | ---- | ---- | ---- | ---- | ---- | ---- | ---- | ---- | ---- | ---- |
| Classement mondial | 125  | 144  | 117  | 92   | 128  | 136  | 131  | 113  | 127  | 141  | 128  | 111  | 143  |